# Borki (rejon rudniański)
Borki (ros. Борки) – wieś (ros. деревня, trb. dieriewnia) w zachodniej Rosji, w osiedlu wiejskim Ponizowskoje rejonu rudniańskiego w obwodzie smoleńskim.

## Geografia
Miejscowość położona jest nad Kasplą, 9,5 km od granicy z Białorusią, przy drodze regionalnej 66N-1606 (66N-1605 – Borki), 6 km od drogi regionalnej 66K-1605 (Ponizowje – Nikoncy), 7 km od drogi regionalnej 66K-30 (Diemidow – Zaozierje), 7,5 km od centrum administracyjnego osiedla wiejskiego (sieło Ponizowje), 44 km od centrum administracyjnego rejonu (Rudnia), 89 km od Smoleńska.
W granicach miejscowości znajdują się ulice: Centralnaja, Łogwianowskaja, Mogilnaja, Mołodiożnaja, Szkolnaja.

## Demografia
W 2010 r. miejscowość zamieszkiwało 251 osób.

## Historia
W czasie II wojny światowej od lipca 1941 roku dieriewnia była okupowana przez hitlerowców. Wyzwolenie nastąpiło we wrześniu 1943 roku.